# Ron Taft
Ronald „Ron“ Taft (* 25. November 1947) ist ein US-amerikanischer ehemaliger Schauspieler.

## Leben
Taft wurde am 25. November 1947 geboren. In erster Ehe war er ab dem 29. Oktober 1971 mit Sharon Robeson verheiratet. Seit dem 16. Januar 2000 ist er mit der US-amerikanischen Schauspielerin Lesley Ann Warren verheiratet. Die beiden lernten sich in einem Haarstudio kennen.
1970 gab Taft im Film Night of the Witches in der größeren Rolle des Frank Evans sein Filmschauspieldebüt. Im selben Jahr war er in einer Episode der Fernsehserie Medical Center zu sehen. 1971 spielte er in einer Episode der Fernsehserie Dan Oakland mit und war im Film Blood and Lace in der Rolle des Walter zu sehen. In den nächsten Jahren folgten weitere Besetzungen in unregelmäßigen Abständen. Er erhielt Episodenrollen in den Fernsehserien Der unglaubliche Hulk und Simon & Simon und spielte 1985 in der Filmproduktion Zeus – The Crime Killer mit. 1989 spielte er eine Nebenrolle in Future Force. Im Folgejahr war er in der Fortsetzung Future Zone in der größeren Rolle des Dugan zu sehen. Zuletzt war er 1992 in zwei Episoden der Fernsehserie Zeit der Sehnsucht in der Rolle des George Tobias zu sehen.
Seit 2005 ist er mit der Firma Ron Taft, LLC  selbstständig.

## Filmografie (Auswahl)
- 1970: Night of the Witches
- 1970: Medical Center (Fernsehserie, Episode 2x09)
- 1971: Dan Oakland (Dan August, Fernsehserie, Episode 1x15)
- 1971: Blood and Lace
- 1979: Der unglaubliche Hulk (The Incredible Hulk, Fernsehserie, Episode 2x20)
- 1984: Simon & Simon (Fernsehserie, Episode 4x05)
- 1985: Zeus – The Crime Killer (Crime Killer)
- 1989: Future Force
- 1990: Future Zone
- 1992: Zeit der Sehnsucht (Days of Our Lives, Fernsehserie, 2 Episoden)